# بازی زندگی کانوی

اسلحه گلایدرساز گاسپر در حال گلایدر سازی

بازی زندگی کانوی (به انگلیسی: Conway's Game of Life) یا بازی زندگی یا به‌طور مختصر زندگی (Life)، یک اتوماتای سلولی است که توسط ریاضیدان انگلیسی جان هورتون کانوی در سال ۱۹۷۰ میلادی به وجود آمد. بازی زندگی مشهورترین نمونه یک اتوماتای سلولی است.
زندگی یک بازی بدون بازیکن است، بدین معنا که تکامل آن تنها وابسته به وضعیت و شرایط آغازین آن بوده و نیازی به عامل ورودی انسانی در مراحل بعد ندارد. نحوه تراکنش انسانی با بازی بدین صورت است که فرد در شروع بازی حالت ابتدایی چیدمان را به وجود می‌آورد و سپس چگونگی رشد و تکامل سیستم را بدون دخالت خود مشاهده می‌کند.

## قوانین
دنیای بازی زندگی از یک جدول نامتناهی دو بعدی با بردارهای متعامد ساخته شده‌است که شامل سلول‌های مربع شکل است. هر سلول می‌تواند یکی از دو حالت زنده یا مرده را داشته باشد. هر سلول با هشت سلول همسایه و همجوار خود به صورت افقی، عمودی و مورب، در تراکنش است. در هر مرحله زمانی از بازی، تحولات زیر اتفاق می‌افتند:
۱. هر سلول زنده با کمتر از ۲ همسایه زنده، می‌میرد. (به دلیل کمبود جمعیت)
۲. هر سلول زنده با بیش از ۳ همسایه زنده، می‌میرد. (به دلیل ازدحام جمعیت)
۳. هر سلول زنده با ۲ یا ۳ همسایه زنده، زنده می‌ماند و به نسل بعد می‌رود.
۴. هر سلول مرده با دقیقاً ۳ همسایه زنده، دوباره زنده می‌شود.
الگوی آغازین بازی به عنوان بذر سیستم به حساب می‌آید. اولین نسل در بازی با اعمال قوانین فوق بر تک تک سلول‌ها به صورت همزمان ایجاد می‌شود و در آن زاد و ولدها و مرگ و میرها اتفاق می‌افتد. این رویه تا ایجاد نسل‌های آینده ادامه می‌یابد. بدین ترتیب هر نسل تابعی از نسل ما قبل خود خواهد بود.

## منشأ پیدایش
در اواخر ۱۹۴۰، جان فون نویمن زندگی را به صورت مخلوقی (مثل یک ارگانیزم یا یک موجود) تعریف کرد که می‌تواند تولید مثل کرده و یک ماشین تورینگ را شبیه‌سازی کند. فون نویمن به راهکار مهندسی فکر می‌کرد که از مؤلفه‌های الکترومغناطیسی استفاده کرده و به صورت تصادفی در مایع یا گاز شناور باشد. معلوم شد که این ایده بر اساس فناوری‌های آن زمان واقع‌گرایانه نخواهد بود. استنیسلاو اولام اتوماتای سلولی را ابداع کرد تا سازه‌های الکترومغناطیسی نظری فون نویمن را شبیه‌سازی کند. اولام در مورد استفاده از کامپیوترها برای شبیه‌سازی اتوماتای سلولی اش در یک مشبکه دو بعدی در چندین مقاله بحث کرد. فون نویمان به‌طور موازی تلاش کرد تا اتوماتای سلولی اولام را بسازد. گرچه که موفق بود، اما به خاطر اشتغالاتش به پروژه‌های دیگر، برخی جزئیات را تمام نشده رها کرد. سازه او پیچیده بود، چون سعی کرد تا طراحی مهندسی خود را شبیه‌سازی کند. به مرور زمان، سازه‌های زندی ساده‌تری توسط محققان دیگر ارائه شد و در کتاب‌ها و مقاله‌هایشان منتشر گشت.
جان کانوی که در کنار چیزهای دیگر، توسط سؤالاتی در منطق ریاضی و همچنین به‌طور جزئی توسط کارهای شبیه‌سازی اولام انگیزه گرفته بود، در ۱۹۶۸ شروع به آزمایش‌هایی با انواع مختلف قواعد اتوماتای سلولی دو بعدی کرد. هدف اولیه کانوی تعریف یک اتوماتای جالب و پیش‌بینی ناپذیر بود؛ لذا او می‌خواست برخی از چینش‌ها را به گونه ای طراحی کند که قبل از نابودی مدت مدیدی دوام پیدا کنند و دیگر چینش‌ها به گونه ای بی پایان ادامه پیدا کنند، اما درعین حال در یک دور تکراری و … قرار نگیرند. این چالشی بزرگ بود و برای سال‌ها مسئله ای باز، تا این که متخصصان اتوماتای سلولی موفق به اثبات آن شدند، در حقیقت برای بازی زندگی کانوی چینشی بدست آمد که دو شرط مذکور فون نویمن را برآورده کرد. درحالی که تعاریف قبل از بازی کانوی اثبات محور بودند، هدف خود ساختار کانوی سادگی بود، بدون این که از پیش اثباتی برای زنده بودن اتوماتا ارائه کند.

## چند مثال از حالت‌ها
| زندگی‌های آرام | زندگی‌های آرام |
| ------------- | ------------- |
| بلوک          |               |
| کندوی زنبور   |               |
| نان           |               |
| قایق          |               |
| وان           |               |

| نوسان‌گران             | نوسان‌گران |
| --------------------- | --------- |
| چشمک‌زن (تناوب ۲)      |           |
| وزغ (تناوب ۲)         |           |
| چراغ دریایی (تناوب ۲) |           |
| تپ اختر (تناوب ۳)     |           |
| پنتادکتلون (تناوب ۱۵) |           |

| فضاپیماها                 | فضاپیماها |
| ------------------------- | --------- |
| هواپیمای بی‌موتور          |           |
| فضاپیمای سبک وزن (LWSS)   |           |
| فضاپیمای میان وزن (MWSS)  |           |
| فضاپیمای سنگین وزن (HWSS) |           |